# Greg Dyke
Gregory Dyke (nascido em 20 de maio de 1947) é um executivo, jornalista e locutor de rádio britânico. Ele é o ex-presidente da Associação de Futebol (FA). Dyke também é comentarista no programa esportivo The Pledge da Sky News. Na década de 1990, ele ocupou cargos de executivo-chefe (CEO) no LWT Group, Pearson Television e Channel 5.
Ele é mais notável por seu mandato como diretor-geral da BBC de janeiro de 2000 a janeiro de 2004, posição a partir da qual ele renunciou após críticas pesadas sobre o processo de comunicação de notícias da empresa no Inquérito Hutton. Ele é o presidente da empresa de televisão infantil HIT Entertainment, e foi o Chanceler da Universidade de York de 2004 a 2015.